# Норт-Арлінгтон (Нью-Джерсі)
Норт-Арлінгтон (англ. North Arlington) — місто (англ. borough) в США, в окрузі Берген штату Нью-Джерсі. Населення — 16 457 осіб (2020).

## Географія
Норт-Арлінгтон розташований за координатами 40°47′11″ пн. ш. 74°7′34″ зх. д. / 40.78639° пн. ш. 74.12611° зх. д. (40.786256, -74.126220).  За даними Бюро перепису населення США в 2010 році місто мало площу 6,79 км², з яких 6,63 км² — суходіл та 0,16 км² — водойми.

## Демографія
Згідно з переписом 2010 року, у селищі мешкали 15 392 особи в 6295 домогосподарствах у складі 4117 родин. Було 6573 помешкання
Расовий склад населення:
| - 82,6 % — білих - 7,9 % — азіатів - 1,4 % — чорних або афроамериканців - 0,2 % — корінних американців - 6,0 % — осіб інших рас |

До двох чи більше рас належало 1,8 %. Частка іспаномовних становила 20,9 % від усіх жителів.
За віковим діапазоном населення розподілялося таким чином: 17,6 % — особи молодші 18 років, 66,1 % — особи у віці 18—64 років, 16,3 % — особи у віці 65 років та старші. Медіана віку мешканця становила 41,5 року. На 100 осіб жіночої статі у селищі припадало 91,9 чоловіків;  на 100 жінок у віці від 18 років та старших — 88,2 чоловіків також старших 18 років.
Середній дохід на одне домашнє господарство  становив 84 570 доларів США (медіана — 66 484), а середній дохід на одну сім'ю — 97 840 доларів (медіана — 86 018). Медіана доходів становила 63 988 доларів для чоловіків та 50 986 доларів для жінок. За межею бідності перебувало 8,0 % осіб, у тому числі 10,3 % дітей у віці до 18 років та 3,8 % осіб у віці 65 років та старших.
Цивільне працевлаштоване населення становило 7325 осіб. Основні галузі зайнятості: освіта, охорона здоров'я та соціальна допомога — 21,5 %, науковці, спеціалісти, менеджери — 12,3 %, роздрібна торгівля — 10,0 %, фінанси, страхування та нерухомість — 9,0 %.